# Faustball-Weltmeisterschaft 1992
| 8. Weltmeisterschaft 1992          | 8. Weltmeisterschaft 1992 |
| Männer                             | Männer                    |
| ---------------------------------- | ------------------------- |
| Anzahl Nationen                    | 10                        |
| Weltmeister                        | Deutschland               |
| Gastgeber                          | Chile                     |
| Stadt                              | Llanquihue Frutillar      |
| Eröffnung                          | 23. November 1992         |
| Endspiel                           | 29. November 1992         |
| Verband                            | IFA                       |
| \| ← 7. WM 1990 \| 9. WM 1995 → \| |                           |
| ← 7. WM 1990                       | 9. WM 1995 →              |

Die 8. Faustball-Weltmeisterschaft der Männer fand vom 23. bis zum 29. November 1992 in den chilenischen Städten Llanquihue und Frutillar statt. Chile war erstmals Ausrichter der Faustball-Weltmeisterschaft der Männer.

## Modus
Sechs Mannschaften spielen eine Qualifikation, während die vier Erstplatzierten der vorherigen WM 1990 für die Vorrunde gesetzt sind.  Die vier besten Mannschaften der Qualifikation spielen weiter in der Vorrunde, die übrigen Mannschaften der Qualifikation spielen um Platz 9.
In der Vorrunde wird in zwei Gruppen mit je vier Mannschaften gespielt. Im Halbfinale spielen die Gruppensieger der Vorrunde gegen den Gruppenzweiten der jeweils anderen Gruppe. Weiterhin spielen die Gruppendritten gegen den Gruppenvierten der jeweils anderen Gruppe um das Spiel um Platz fünf.

## Qualifikation
Die Gruppenspiele fanden in Llanquihue, die Endrunde der Qualifikation in Fruttillar statt.

### Gruppe A
| 23.11.1992 | Argentinien | – | Uruguay | 2:0 | (15:6, 15:10)  |
| 23.11.1992 | Italien     | – | Uruguay | 2:0 | (15:6, 15:4)   |
| 23.11.1992 | Argentinien | – | Italien | 2:0 | (15:12, 15:11) |

### Gruppe B
| 23.11.1992 | Namibia | – | Dänemark | 2:0 | (15:3, 15:11)        |
| 23.11.1992 | Chile   | – | Dänemark | 2:0 | (15:4, 15:2)         |
| 23.11.1992 | Namibia | – | Chile    | 2:1 | (15:8, 11:15, 15:10) |

### Endrunde der Qualifikation
| Halbfinale der Qualifikation       | Halbfinale der Qualifikation | Halbfinale der Qualifikation | Halbfinale der Qualifikation | Halbfinale der Qualifikation | Halbfinale der Qualifikation | Halbfinale der Qualifikation | Halbfinale der Qualifikation |
| ---------------------------------- | ---------------------------- | ---------------------------- | ---------------------------- | ---------------------------- | ---------------------------- | ---------------------------- | ---------------------------- |
| 24.11.1992                         | Argentinien                  | –                            | Chile                        | 1:2                          | (15:11, 15:17, 7:15)         |                              |                              |
| 24.11.1992                         | Namibia                      | –                            | Italien                      | 1:2                          | (15:12, 10:15, 13:15)        |                              |                              |
| Spiel um Platz 5 der Qualifikation |                              |                              |                              |                              |                              |                              |                              |
| 24.11.1992                         | Uruguay                      | –                            | Dänemark                     | 2:0                          | (15:11, 15:12)               |                              |                              |
| Spiel um Platz 3 der Qualifikation |                              |                              |                              |                              |                              |                              |                              |
| 24.11.1992                         | Argentinien                  | –                            | Namibia                      | 1:2                          | (15:11, 11:15, 9;15)         |                              |                              |
| Spiel um Platz 1 der Qualifikation |                              |                              |                              |                              |                              |                              |                              |
| 24.11.1992                         | Chile                        | –                            | Italien                      | 2:1                          | (10:15, 15:11, 15:13)        |                              |                              |

Chile, Italien, Argentinien und Namibia haben sich damit für die Vorrunde qualifiziert. Uruguay und Dänemark spielen um Platz 9.

## Vorrunde
Die Vorrundenspiele fanden in Llanquihue (L) und Fruttillar (F) statt.

### Gruppe A
| 26.11.1992 | L | Argentinien | – | Schweiz     | 0:2 | (9:15, 7:15)          |
| 26.11.1992 | L | Deutschland | – | Chile       | 2:0 | (15:5, 15:8)          |
| 26.11.1992 | L | Argentinien | – | Chile       | 2:1 | (12:15, 15:13, 15:12) |
| 27.11.1992 | F | Deutschland | – | Argentinien | 2:0 | (15:9, 15:4)          |
| 27.11.1992 | F | Schweiz     | – | Chile       | 2:0 | (15:7, 15:7)          |
| 27.11.1992 | F | Deutschland | – | Schweiz     | 2:1 | (15:5, 13:15, 15:8)   |

### Gruppe B
| 26.11.1992 | L | Brasilien  | – | Namibia   | 2:0 | (15:9, 15:9)   |
| 26.11.1992 | L | Österreich | – | Italien   | 2:0 | (15:8, 15:9)   |
| 26.11.1992 | L | Italien    | – | Namibia   | 0:2 | (14:16, 7:15)  |
| 27.11.1992 | F | Österreich | – | Namibia   | 2:0 | (15:4, 15:11)  |
| 27.11.1992 | F | Brasilien  | – | Italien   | 2:0 | (15:10, 15:7)  |
| 27.11.1992 | F | Österreich | – | Brasilien | 2:0 | (16:14, 15:11) |

## Entscheidungsspiele
Alle Entscheidungsspiele fanden in Llanquihue statt.

### Entscheidungsspiele um das Spiel um Platz 5
| 28.11.1992 | Argentinien | – | Italien | 2:0 | (15:10, 16:14) |
| 28.11.1992 | Namibia     | – | Chile   | 0:2 | (12:15, 7:15)  |

### Halbfinale
| 28.11.1992 | Deutschland | – | Brasilien | 2:0 | (15:11, 15:12) |
| 28.11.1992 | Österreich  | – | Schweiz   | 2:0 | (15:8, 15:12)  |

## Platzierungs- und Finalspiele
Alle Platzierungs- und Finalspiele fanden in Llanquihue statt.
| Spiel um Platz 9 | Spiel um Platz 9 | Spiel um Platz 9 | Spiel um Platz 9 | Spiel um Platz 9 | Spiel um Platz 9      |
| ---------------- | ---------------- | ---------------- | ---------------- | ---------------- | --------------------- |
| 28.11.1992       | Uruguay          | –                | Dänemark         | 2:0              | (15:12, 15:8)         |
| Spiel um Platz 7 |                  |                  |                  |                  |                       |
| 29.11.1992       | Italien          | –                | Namibia          | 1:2              | (15:12, 14:16, 11:15) |
| Spiel um Platz 5 |                  |                  |                  |                  |                       |
| 29.11.1992       | Argentinien      | –                | Chile            | 2:0              | (15:10, 15:9)         |
| Spiel um Platz 3 |                  |                  |                  |                  |                       |
| 29.11.1992       | Brasilien        | –                | Schweiz          | 2:0              | (15:11, 15:13)        |
| Finale           |                  |                  |                  |                  |                       |
| 29.11.1992       | Deutschland      | –                | Österreich       | 2:0              | (15:12, 15:11)        |

## Platzierungen
| Rang | Land        |
| ---- | ----------- |
| 1.   | Deutschland |
| 2.   | Österreich  |
| 3.   | Brasilien   |
| 4.   | Schweiz     |
| 5.   | Argentinien |
| 6.   | Chile       |
| 7.   | Namibia     |
| 8.   | Italien     |
| 9.   | Uruguay     |
| 10.  | Dänemark    |

## Quelle
1. ↑  Spielplan und Ergebnisse aus "Faustball-Informationen" - Manfred Lux, Lüneburg